# Minha Porção
Minha Porção é um álbum de estúdio da equipe brasileira da Jocum (no Rio de Janeiro), lançado em 1995 sob produção musical de Martin Motta e Marcos Valério.
O disco reuniu composições e gravações de uma equipe de músicos que faziam parte da organização religiosa. Dentre os nomes envolvidos, destaca-se a presença de Davi Sacer e Verônica Sacer, na época desconhecidos e que se tornariam, futuramente, integrantes do Apascentar de Louvor. O projeto é constantemente mencionado por Davi em entrevistas como seu primeiro disco profissional lançado, quando tinha 20 anos de idade.

## Faixas
1. "Minha Porção"
2. "Preparado Está"
3. "Hosana"
4. "Vamos Mudar"
5. "Amor Marcado"
6. "Glória"
7. "Refúgio"
8. "Caminhando de Encontro ao Sol"
9. "Vinde"
10. "Majestade e Poderoso"